# Бар (Рейнланд-Пфальц)
Бар (нем. Baar) — община в Германии, в земле Рейнланд-Пфальц.
Входит в состав района Майен-Кобленц. Подчиняется управлению Фордерайфель. Население составляет 806 человек (на 31 декабря 2010 года). Занимает площадь 11,74 км².
Коммуна подразделяется на 7 сельских округов.